# Neozygoneura fasciatellum
Neozygoneura fasciatellum är en tvåvingeart som först beskrevs av Günther Enderlein 1911.  Neozygoneura fasciatellum ingår i släktet Neozygoneura och familjen sorgmyggor. Inga underarter finns listade i Catalogue of Life.